# Longrita rastellata
Longrita rastellata is een spinnensoort uit de familie Trochanteriidae. De soort komt voor in West-Australië en Queensland.